# Kambsdalur
Kambsdalur és un nucli de població de l'illa d'Eysturoy, a les illes Fèroe. Forma part del municipi de Fuglafjørður. L'any 2006 tenia 180 habitants. Fundat el 1985, és l'assentament més nou de l'arxipèlag i és considerat una barriada de Fuglafjørður.
Està situat a 150 metres per sobre de la riba sud del fiord de Fuglafjørður, a prop de 3 km al sud d'aquesta ciutat. S'assenta en una zona relativament plana creuada per diferents cursos d'aigua, dels quals l'Innara Markrá i l'Ytra Markrá són els de més entitat. L'envolten algunes muntanyes de més de 600 metres, com el Gjógvaráfjall (678 m), situat a l'oest. Un sender de 3'5 km et porta a Skálabotnur a través d'un trajecte senzill.
Kambsdalur és el nucli de població més nou de les Illes Fèroe. Es va fundar el 5 d'octubre de 1985 a la vall d'Ytri Dalur, que separa els municipis d'Eystur i Fuglafjørður. Tot i així, el poble de Kambsdalur només ocupa la part de Fuglafjørður d'aquesta vall, que va ser comprada pel municipi el 1981. La localitat va anar creixent i l'1 de gener de 2005 ja hi havia 41 cases independents amb un total de 170 habitants. Avui Kambsdalur s'ha convertit en un important centre de serveis al nord d'Eysturoy amb un pavelló esportiu, una fusteria i tallers.
Un dels principals actiu de Kambsdalur és la seva excel·lent ubicació, ja que es troba a una distància relativament petita de la majoria de les grans ciutats del nord de les illes Fèroe, com ara Fuglafjørður, Leirvík, Gøta, Runavík i Klaksvík.
Hi ha un institut de secundària des de l'any 1990.